# Toxopsoides macleayi
Espèce
Toxopsoides macleayi est une espèce d'araignées aranéomorphes de la famille des Toxopidae.

## Distribution
Cette espèce est endémique de Nouvelle-Galles du Sud en Australie.

## Description
La femelle holotype mesure 4,65 mm et le mâle paratype 4,30 mm.

## Étymologie
Son nom d'espèce lui a été donné en référence au Macleay Museum.

## Publication originale
- Smith, 2013 : The spider genus Toxopsoides (Araneae: Desidae: Toxopinae): new records and species from Australia. Proceedings of the Linnean Society of New South Wales, vol. 135, p. 19-43.